# Liste der Biografien/Riew
Liste der Biografien |
Portal Biografien |
Personensuche
# |
A |
B |
C |
D |
E |
F |
G |
H |
I |
J |
K |
L |
M |
N |
O |
P |
Q |
R |
S |
T |
U |
V |
W |
X |
Y |
Z |
?
 
Ra |
Rb |
Rd |
Re |
Rh |
Ri |
Rj |
Rk |
Rl |
Rm |
Rn |
Ro |
Rr |
Rs |
Rt |
Ru |
Rv |
Rw |
Rx |
Ry |
Rz
 
Ria |
Rib |
Ric |
Rid |
Rie |
Rif |
Rig |
Rih |
Rii |
Rij |
Rik |
Ril |
Rim |
Rin |
Rio |
Rip |
Riq |
Rir |
Ris |
Rit |
Riu |
Riv |
Riw |
Rix |
Riy |
Riz
 
Rieb |
Riec |
Ried |
Rief |
Rieg |
Rieh |
Riek |
Riel |
Riem |
Rien |
Riep |
Rier |
Ries |
Riet |
Rieu |
Riev |
Riew |
Riex |
Riez
Die Liste der Biografien führt alle Personen auf, die in der deutschsprachigen Wikipedia einen Artikel haben. Dieses ist eine Teilliste mit 7 Einträgen von Personen, deren Namen mit den Buchstaben „Riew“ beginnt.

## Riew

### Riewa
- Riewa, Jens (* 1963), deutscher Moderator und NachrichtensprecherJens Riewa (* 1963)

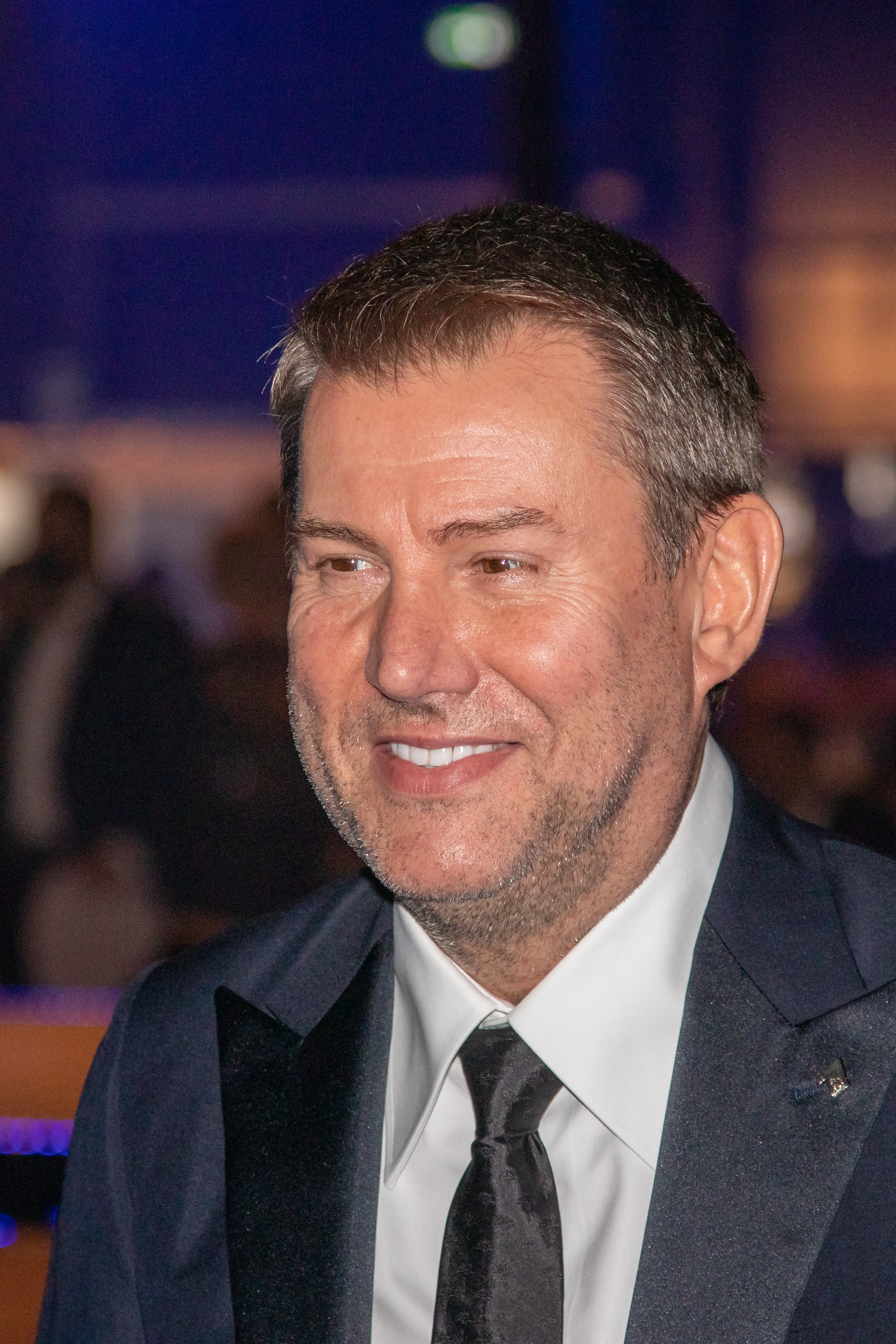
Jens Riewa (* 1963)

- Riewald, Paul (1888–1915), deutscher Altphilologe

### Riewe
- Riewel, Hermann von (1832–1897), deutsch-österreichischer Architekt
- Riewenherm, Sabine (* 1962), deutsche Biologin, Präsidentin des Bundesamtes für Naturschutz (BfN)
- Riewerts, Brar (1914–2002), deutscher Pädagoge, Archivar und Politiker (Grüne)
- Riewerts, Cornelius (1940–2012), deutscher Politiker (CDU), MdL
- Riewerts, Theodor (1907–1944), deutscher Kunsthistoriker